# Aniceto Roldán
Ricardo Aniceto Roldán (Santa Fe, Argentina; 1 de agosto de 1953) es un exfutbolista argentino .

## Carrera
Debutó en primera con 17 años de edad en Atlanta en 1971.

Es el jugador que más partidos disputó del Clásico santafesino con 15. Se retiró en 1990.

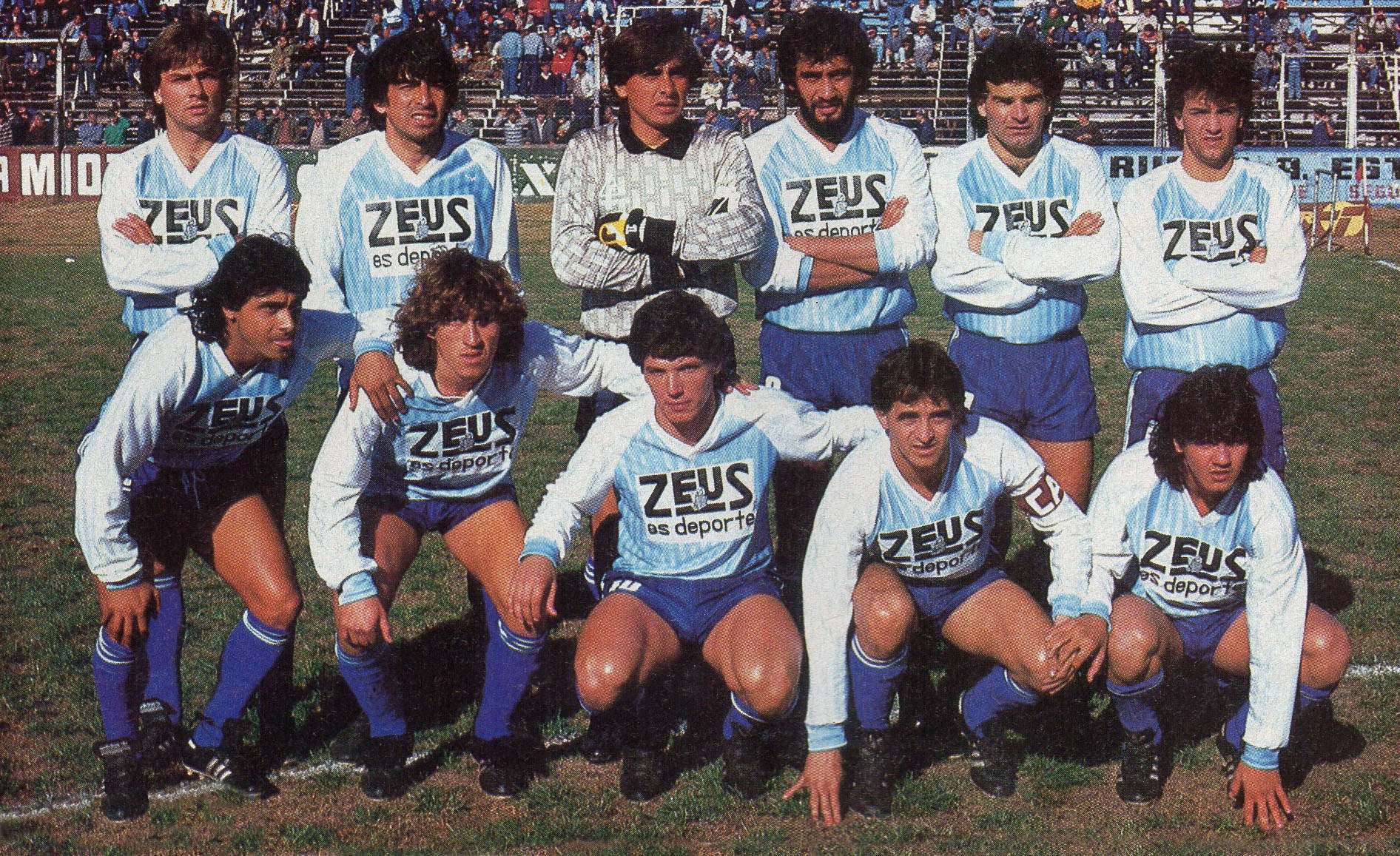
Formación de Atlético Tucumán 1987.

### Clubes
| Club               | País      | Año         |
| ------------------ | --------- | ----------- |
| Atlanta            | Argentina | 1971 - 1973 |
| Juventud Antoniana | Argentina | 1973 - 1975 |
| Colón              | Argentina | 1976 - 1981 |
| Vélez Sarsfield    | Argentina | 1981 - 1982 |
| Platense           | Argentina | 1982 - 1986 |
| Central Norte      | Argentina | 1986 - 1987 |
| Atlético Tucumán   | Argentina | 1987 - 1988 |
| Juventud Antoniana | Argentina | 1988 - 1990 |

## Estadísticas
Datos actualizados al fin de la carrera deportiva.
| Atlanta Argentina                           |               |               |     |     |     |    |
| 1.ª                                         | N-1971        | 2             | 0   | 2   | 0   |    |
| 1.ª                                         | M-1972        | 3             | 1   | 3   | 1   |    |
| 1.ª                                         | M-1973        | 13            | 2   | 13  | 2   |    |
| Total club                                  | Total club    | 18            | 3   | 18  | 3   |    |
| Juventud Antoniana Argentina                |               |               |     |     |     |    |
| 1.ª                                         | N-1973        | 13            | 2   | 13  | 2   |    |
| 1.ª                                         | N-1975        | 15            | 6   | 15  | 6   |    |
| Total club                                  | Total club    | 28            | 8   | 26  | 8   |    |
| Colón Argentina                             |               |               |     |     |     |    |
| 1.ª                                         | M-1976        | 15            | 1   | 15  | 1   |    |
| 1.ª                                         | N-1976        | 14            | 0   | 14  | 0   |    |
| 1.ª                                         | M-1977        | 43            | 9   | 43  | 9   |    |
| 1.ª                                         | N-1977        | 11            | 4   | 11  | 4   |    |
| 1.ª                                         | M-1978        | 35            | 13  | 35  | 13  |    |
| 1.ª                                         | N-1978        | 12            | 1   | 12  | 1   |    |
| 1.ª                                         | M-1979        | 7             | 0   | 7   | 0   |    |
| 1.ª                                         | N-1979        | 14            | 2   | 14  | 2   |    |
| 1.ª                                         | M-1980        | 33            | 2   | 10  | 3   |    |
| 1.ª                                         | N-1980        | 13            | 4   | 13  | 4   |    |
| 1.ª                                         | M-1981        | 26            | 5   | 26  | 5   |    |
| Total club                                  | Total club    | 223           | 41  | 223 | 41  |    |
| Vélez Sarsfield Argentina                   |               |               |     |     |     |    |
| 1.ª                                         | N-1981        | 11            | 1   | 11  | 1   |    |
| 1.ª                                         | N-1982        | 11            | 1   | 11  | 1   |    |
| 1.ª                                         | M-1982        | 1             | 0   | 1   | 0   |    |
| Total club                                  | Total club    | 23            | 2   | 23  | 2   |    |
| Platense Argentina                          |               |               |     |     |     |    |
| 1.ª                                         | M-1982        | 31            | 2   | 31  | 2   |    |
| 1.ª                                         | N-1983        | 14            | 1   | 14  | 1   |    |
| 1.ª                                         | M-1983        | 29            | 2   | 29  | 2   |    |
| 1.ª                                         | N-1984        | 3             | 1   | 3   | 1   |    |
| 1.ª                                         | M-1984        | 29            | 3   | 29  | 2   |    |
| 1.ª                                         | N-1985        | 6             | 0   | 3   | 1   |    |
| 1.ª                                         | 1985/86       | 6             | 0   | 6   | 0   |    |
| Total club                                  | Total club    | 118           | 9   | 118 | 9   |    |
| Total carrera                               | Total carrera | Total carrera | 419 | 63  | 419 | 63 |
| (1) No incluye goles en partidos amistosos. |               |               |     |     |     |    |

## Entrenador
Fue Director técnico de Gimnasia y Tiro, Redes de la Plata, Gimnasia de Jujuy, Altos Hornos Zapla de Palpalá, Talleres de Perico, Independiente de Mendoza, Club Destroyers de Bolivia, Mandiyú de Corrientes entre otros clubes.